# Wapen van Namibië

Wapen van Namibië

Het wapen van Namibië werd op 21 maart 1990 in gebruik genomen; die dag werd Namibië een onafhankelijke staat.
Centraal in het wapen staat het wapenschild in de kleuren van de vlag van Namibië. De kleuren zijn overgenomen van de vlag van SWAPO, de belangrijkste beweging die tegen de bezetting door Zuid-Afrika vocht. Die vlag was een horizontaal gestreepte, rood-blauw-groene driekleur. Deze drie kleuren zijn de belangrijkste kleuren voor het Owambo-volk, de grootste etnische populatie in Namibië. Het wapen rust op het zand van de Namibwoestijn. In deze woestijn groeit de bijzondere welwitschiaplant, die onder het schild staat afgebeeld.
Het schild wordt gekroond door een Afrikaanse zeearend die op een band van diamanten staat. De vogel symboliseert het noorden van het land en de daar aanwezige watervoorraden. De adelaar is bekend vanwege zijn doordringende geluid en zijn ferme postuur en dit moet de toekomst van het land symboliseren. Twee gemsbokken dragen het schild. Deze beesten zijn een bekende verschijning in de halfwoestijngebieden in het land. Ze symboliseren elegantie, trots en moed.
Onder het schild staat op een lint het nationale motto UNITY LIBERTY JUSTICE, "Eenheid, Vrijheid, Gerechtigheid".
Algerije · Angola · Benin · Botswana · Burkina Faso · Burundi · Centraal-Afrikaanse Republiek · Comoren · Congo-Brazzaville · Congo-Kinshasa · Djibouti · Egypte · Equatoriaal-Guinea · Eritrea · Ethiopië · Gabon · Gambia · Ghana · Guinee · Guinee-Bissau · Ivoorkust · Kaapverdië · Kameroen · Kenia · Lesotho · Liberia · Libië · Madagaskar · Malawi · Mali · Marokko · Mauritanië · Mauritius · Mozambique · Namibië · Niger · Nigeria · Oeganda · Rwanda · Sao Tomé en Principe · Senegal · Seychellen · Sierra Leone · Soedan · Somalië · Swaziland · Tanzania · Togo · Tsjaad · Tunesië · Westelijke Sahara · Zambia · Zimbabwe · Zuid-Afrika · Zuid-Soedan
Afhankelijke gebieden:
Brits Territorium in de Indische Oceaan · Canarische Eilanden · Ceuta · Melilla · Madeira · Mayotte · Réunion · Sint-Helena · Tristan da Cunha